# Empis mikii
Empis mikii är en tvåvingeart som beskrevs av Gabriel Strobl 1899. Empis mikii ingår i släktet Empis och familjen dansflugor. Inga underarter finns listade i Catalogue of Life.